# Jennifer Echegini
Jennifer Onyi Echegini, detta Joe (Nimega, 22 marzo 2001) è una calciatrice nigeriana, centrocampista del Paris Saint-Germain e della nazionale nigeriana, con cui ha vinto la Coppa d'Africa nel 2025.

## Carriera

### Club
Il 4 gennaio 2024, Echegini passa a titolo definitivo alla Juventus, in Serie A, con cui firma un contratto professionistico valido fino al 30 giugno 2026. Nove giorni dopo debutta in maglia bianconera, subentrando nei minuti finali della partita di campionato contro il Milan, vinta per 2-1. Il 21 gennaio seguente, invece, segna il suo primo gol, decidendo la sfida in casa del Sassuolo (0-1). Nel corso della stagione, segna dieci reti in 14 incontri disputati, attestandosi così al quarto posto della classifica marcatrici, a soli tre gol di distanza dalla capocannoniera Evelyne Viens. A fine campionato, viene insignita dalla FIGC Calcio Femminile del titolo di miglior giocatrice Under 23 del torneo.
Il 10 luglio 2024 Echegini passa a titolo definitivo al Paris Saint-Germain, nella massima serie francese, con cui firma un contratto triennale.

### Nazionale
Nel giugno del 2023 Echegini viene inclusa nella rosa della nazionale nigeriana partecipante alla Coppa del Mondo dello stesso anno, organizzata in Australia e in Nuova Zelanda; durante la rassegna iridata prende parte a tre delle quattro partite disputate dalle Super Falcons, sempre da sostituta, prima della loro eliminazione agli ottavi di finale per mano dell'Inghilterra.

## Statistiche

### Presenze e reti nei club
Statistiche aggiornate al 30 novembre 2024.
| Stagione        | Squadra             | Campionato      | Campionato | Campionato | Coppe nazionali | Coppe nazionali | Coppe nazionali | Coppe continentali | Coppe continentali | Coppe continentali | Altre coppe | Altre coppe | Altre coppe | Totale | Totale |
| Stagione        | Squadra             | Comp            | Pres       | Reti       | Comp            | Pres            | Reti            | Comp               | Pres               | Reti               | Comp        | Pres        | Reti        | Pres   | Reti   |
| --------------- | ------------------- | --------------- | ---------- | ---------- | --------------- | --------------- | --------------- | ------------------ | ------------------ | ------------------ | ----------- | ----------- | ----------- | ------ | ------ |
| gen-giu 2024    | Juventus            | A               | 14         | 10         | CI              | 2               | 0               | UWCL               | -                  | -                  | SI          | -           | -           | 16     | 10     |
| 2024-2025       | Paris Saint-Germain | PL              | 5          | 2          | CF              | -               | -               | UWCL               | 2                  | 0                  | SCF         | -           | -           | 7      | 2      |
| Totale carriera | Totale carriera     | Totale carriera | 19         | 12         | -               | 2               | 0               | -                  | 2                  | 0                  | -           | -           | -           | 23     | 12     |

### Cronologia presenze e reti in nazionale
| Cronologia completa delle presenze e delle reti in nazionale ― Nigeria | Cronologia completa delle presenze e delle reti in nazionale ― Nigeria | Cronologia completa delle presenze e delle reti in nazionale ― Nigeria | Cronologia completa delle presenze e delle reti in nazionale ― Nigeria | Cronologia completa delle presenze e delle reti in nazionale ― Nigeria | Cronologia completa delle presenze e delle reti in nazionale ― Nigeria | Cronologia completa delle presenze e delle reti in nazionale ― Nigeria | Cronologia completa delle presenze e delle reti in nazionale ― Nigeria |
| Data                                                                   | Città                                                                  | In casa                                                                | Risultato                                                              | Ospiti                                                                 | Competizione                                                           | Reti                                                                   | Note                                                                   |
| ---------------------------------------------------------------------- | ---------------------------------------------------------------------- | ---------------------------------------------------------------------- | ---------------------------------------------------------------------- | ---------------------------------------------------------------------- | ---------------------------------------------------------------------- | ---------------------------------------------------------------------- | ---------------------------------------------------------------------- |
| 6-9-2022                                                               | Washington                                                             | Stati Uniti                                                            | 2 – 1                                                                  | Nigeria                                                                | Amichevole                                                             | -                                                                      | 46’                                                                    |
| 15-2-2023                                                              | León                                                                   | Messico                                                                | 1 – 0                                                                  | Nigeria                                                                | Women's Revelations Cup                                                | -                                                                      | 46’                                                                    |
| 18-2-2023                                                              | León                                                                   | Colombia                                                               | 1 – 0                                                                  | Nigeria                                                                | Women's Revelations Cup                                                | -                                                                      | 85’                                                                    |
| 22-2-2023                                                              | León                                                                   | Nigeria                                                                | 1 – 0                                                                  | Costa Rica                                                             | Women's Revelations Cup                                                | -                                                                      | 74’                                                                    |
| 7-4-2023                                                               | Adalia                                                                 | Nigeria                                                                | 2 – 1                                                                  | Haiti                                                                  | Amichevole                                                             | -                                                                      |                                                                        |
| 11-4-2023                                                              | Adalia                                                                 | Nuova Zelanda                                                          | 0 – 3                                                                  | Nigeria                                                                | Amichevole                                                             | 1                                                                      |                                                                        |
| 21-7-2023                                                              | Melbourne                                                              | Nigeria                                                                | 0 – 0                                                                  | Canada                                                                 | Mondiali 2023 - 1º turno                                               | -                                                                      | 90+1’                                                                  |
| 27-7-2023                                                              | Brisbane                                                               | Australia                                                              | 2 – 3                                                                  | Nigeria                                                                | Mondiali 2023 - 1º turno                                               | -                                                                      | 76’                                                                    |
| 7-8-2023                                                               | Brisbane                                                               | Inghilterra                                                            | 0 – 0                                                                  | Nigeria                                                                | Mondiali 2023 - Ottavi di finale                                       | -                                                                      | 91’                                                                    |
| 25-7-2024                                                              | Bordeaux                                                               | Nigeria                                                                | 0 – 1                                                                  | Brasile                                                                | Olimpiadi 2024 - 1º turno                                              | -                                                                      | 67’                                                                    |
| 31-7-2024                                                              | Bordeaux                                                               | Giappone                                                               | 3 – 1                                                                  | Nigeria                                                                | Olimpiadi 2024 - 1º turno                                              | 1                                                                      |                                                                        |
| Totale                                                                 |                                                                        | Presenze                                                               | 11                                                                     |                                                                        | Reti                                                                   | 2                                                                      |                                                                        |

## Palmarès

### College
- Atlantic Coast Conference: 1

2023

### Individuali
- Honda Sport Award: 1

2023
- Miglior giocatrice dell'ACC: 1

2023
- Formazione dell'anno All-American: 1

2023